# 厄介
| ウィキペディアには「厄介」という見出しの百科事典記事はありません（タイトルに「厄介」を含むページの一覧/「厄介」で始まるページの一覧）。 代わりにウィクショナリーのページ「厄介」が役に立つかもしれません。 |